# Брусна (Восточно-Одоевское сельское поселение)
Брусна — деревня в Одоевском районе Тульской области в составе сельского поселения Восточно-Одоевское.

## География
Находится в юго-западной части Тульской области на расстоянии приблизительно 7 км по прямой на юго-восток по прямой от города Одоев, административного центра района.

## История
В 1859 году здесь (деревня Одоевского уезда Тульской губернии) было учтено 13 дворов, в 1926 — 51, в конце 1930-х годов — 32.

## Население
Постоянное население составляло 103 человека (1859 год), 339 (1926), 26 (русские 100 %) в 2002 году, 4 в 2010.